# Orthogrammica trajecta
Orthogrammica trajecta är en fjärilsart som beskrevs av Walker 1865. Orthogrammica trajecta ingår i släktet Orthogrammica och familjen nattflyn. Inga underarter finns listade i Catalogue of Life.